# The Wal-Mart Effect
The Wal-Mart Effect: How an Out-of-Town Superstore Became a Superpower est un essai du journaliste Charles Fishman paru en 2006. Il décrit des effets économiques locaux et globaux qu'entraîne la chaîne de magasins Walmart,,.
The Wal-Mart Effect fait partie des nombreux livres qui documentent et analysent les effets économiques de Walmart sur les économies locales. Parmi les autres livres, on compte The Local Economic Impact of Walmart de l'économiste Michael J. Hicks (en) et Walmart: The Face Of Twenty-First-Century Capitalism par l'historien du travail américain Nelson Lichtenstein (en).

## Résumé
Charles Fishman présente Walmart comme étant l'institution économique privée la plus importante du monde. Il affirme que la phrase « l'effet Wal-Mart » est un raccourci pour désigner une grande variété d'impacts positifs et négatifs que crée Walmart sur les consommateurs. Fishman décrit certains de ces effets, tel la banlieusardisation du magasinage, la chute des prix locaux pour les produits d'utilisation quotidienne, la pression et faillite des commerces locaux, une pression à la baisse des salaires locaux, une pression à la baisse sur l'inflation et une gestion de plus en plus serrée des commerces afin que ces derniers puissent vivre avec une marge de profits plus faible. L'auteur conclut que Walmart est « au-delà des forces du marché sur lesquelles le capitalisme se base pour maintenir le fair-play [et] n'est pas soumis aux forces du marché parce qu'elle les crée,. »
Fishman n'a pas créé l'expression « effet Wal-Mart ». On peut retracer cette dernière dès 1990, alors que la journaliste Julie Morris l'utilise dans un article du USA Today.

## Réception
À la suite de la publication de The Wal-Mart Effect, Walmart a financé sa propre étude du phénomène, réalisée par Global Insight (en).
Depuis le lancement de The Wal-Mart Effect, des journalistes, économistes et d'autres intervenants ont documenté des effets additionnels. En 2013, le personnel du Parti démocrate des États-Unis lié au United States House Committee on Education and the Workforce (en) a publié un rapport intitulé Walmart’s The Low‐Wage Drag on Our Economy: Wal‐Mart’s low wages and their effect on taxpayers and economic growth, qui analyse l'effet de Walmart sur les finances du gouvernement fédéral américain. Le rapport conclut que chaque magasin Walmart coûte au gouvernement entre 900 000 et 1,75 million de dollars américains par année en services sociaux (tels des soins de santé, de l'accès au logement, des repas à l'école et des crédits d'impôts) à ses travailleurs.